# ミトノオー
ミトノオー（欧字名:Mitono O、2020年4月24日 - ）は、日本の競走馬。2023年の兵庫チャンピオンシップ、2024年の平安ステークスの勝ち馬である。
馬名の意味は、冠名＋王。

## 戦績
2022年夏の新潟ダート1800mの新馬戦で木幡巧也の騎乗でデビュー。「抜け出したら遊んで、ハミを噛んでいませんでした。その分、脚を使えませんでした」と粗削りなパフォーマンスながらも2着馬に2馬身半の差をつけ新馬勝ちを果たす。
3ヶ月の間隔を空けて出走したオキザリス賞は道中で他馬のキックバックを嫌がる仕草を見せ、また2度の不利を受けたことも影響し11着と大敗する。
明け3歳となった2023年、初戦の黒竹賞でキャリア初の単勝1番人気に支持される。このレースでは馬の行く気に任せた逃げの戦術を取り、自ら速いペースを刻みながら最後は後続に3馬身半差をつけて逃げ切った。
続く同コースの伏竜ステークスも不良馬場を逃げ、他の先行馬が総崩れとなる中でミトノオーの脚色は鈍らずリードを広げる。後方2番手から大外を回して追い込んだモックモックと早めに仕掛けたヒーローコールの2着争いを尻目にこれらに2馬身半差をつけ、過去20年の同レース最速の1分51秒9の好タイムにて優勝。木幡巧が「直線で脚音がなくなったので、楽勝だなと思った」と振り返る完勝を収めた。
続いて兵庫チャンピオンシップで初めて重賞に参戦。馬主の希望により、過去3度同レースを制覇している武豊を鞍上に迎えた。ここには2戦2勝のメイショウオーロラやエーデルワイス賞勝ちのマルカラピッドなども出走してきたが、本馬は単勝オッズ1.4倍とこれまで以上の人気に支持される。楽に先手を奪うと持ったまま馬なりにレースを進め、直線でも大きなアクションを見せることなく後続との差を6馬身つける大楽勝で初の重賞優勝を果たした。レース後、武は「素質はすごくあると思うし、馬体もかっこいい馬で、乗っていても乗り味のいい馬なので今後も楽しみですね。フットワークはとても綺麗で、バランスのいい走りで心臓も強そうなので、このまま成長してくれればもっと大きなところも狙える馬じゃないかと思います」と能力を高く評価した。なお、この勝利は父ロゴタイプにとって初のグレード重賞優勝である（重賞優勝はこのレース5着のベラジオソノダラブが2022年に達成）。
迎えたジャパンダートダービーでは好スタートからハナを主張して軽快に逃げると最後の直線でミックファイアとキリンジにかわされるも3着に粘った。秋に入り、9月の日本テレビ盃では6着に終わるも、11月の浦和記念ではスタートから積極的にレースを引っ張りディクテオンの2着と好走する。12月の名古屋グランプリでは9着に沈み、3歳シーズンを終えた。
明け4歳となった2024年初戦のマーチステークスではヴァルツァーシャルの2着に逃げ粘ると、5月の平安ステークスではスタートからハナを奪いマイペースの逃げに持ち込むと最後はハピの追撃をクビ差で振り切り重賞2勝目をマークする。しかし、その後は精彩を欠き、5歳となった2025年2月のフェブラリーステークス15着ののち、同年2月27日付けでJRAの競走馬登録を抹消された。

## 競走成績
以下の内容は、JBISサーチおよびnetkeiba.comの情報に基づく。
| 競走日     | 競馬場 | 競走名          | 格    | 距離（馬場）  | 頭 数 | 枠 番 | 馬 番 | オッズ （人気） | 着順 | タイム （上り3F） | 着差 | 騎手      | 斤量 [kg] | 1着馬（2着馬）     | 馬体重 [kg] |
| ---------- | ------ | --------------- | ----- | ------------- | ----- | ----- | ----- | --------------- | ---- | ----------------- | ---- | --------- | --------- | ------------------ | ----------- |
| 2022.08.07 | 新潟   | 2歳新馬         |       | ダ1800m（良） | 15    | 7     | 13    | 015.40（4人）   | 01着 | R1:54.9（38.6）   | -0.4 | 0木幡巧也 | 54        | （ツウカイリアル） | 480         |
| 0000.11.12 | 東京   | オキザリス賞    | 1勝   | ダ1400m（良） | 16    | 5     | 10    | 019.20（5人）   | 11着 | R1:26.6（38.3）   | -1.5 | 0木幡巧也 | 55        | ペリエール         | 496         |
| 2023.01.07 | 中山   | 黒竹賞          | 1勝   | ダ1800m（良） | 16    | 6     | 12    | 003.60（1人）   | 01着 | R1:53.3（39.5）   | -0.6 | 0木幡巧也 | 56        | （タイセイマンボ） | 498         |
| 0000.03.25 | 中山   | 伏竜S           | OP    | ダ1800m（不） | 14    | 5     | 7     | 002.50（1人）   | 01着 | R1:51.9（38.8）   | -0.4 | 0木幡巧也 | 56        | （モックモック）   | 492         |
| 0000.05.03 | 園田   | 兵庫CS          | JpnII | ダ1870m（良） | 12    | 5     | 6     | 001.40（1人）   | 01着 | R2:00.7（38.9）   | -1.0 | 0武豊     | 57        | （キリンジ）       | 493         |
| 0000.07.12 | 大井   | JDダービー      | JpnI  | ダ2000m（良） | 11    | 6     | 7     | 003.70（3人）   | 03着 | R2:05.2（40.0）   | -0.6 | 0武豊     | 57        | ミックファイア     | 501         |
| 0000.09.27 | 船橋   | 日本テレビ盃    | JpnII | ダ1800m（良） | 11    | 7     | 8     | 002.40（2人）   | 06着 | R1:53.6（39.5）   | -1.9 | 0武豊     | 54        | ウシュバテソーロ   | 504         |
| 0000.11.23 | 浦和   | 浦和記念        | JpnII | ダ2000m（良） | 12    | 2     | 2     | 004.30（3人）   | 02着 | R2:07.1（37.8）   | -0.5 | 0松山弘平 | 55        | ディクテオン       | 506         |
| 0000.12.21 | 名古屋 | 名古屋GP        | JpnII | ダ2100m（良） | 12    | 4     | 4     | 004.50（3人）   | 09着 | R2:17.0（43.6）   | -4.6 | 0武豊     | 56        | ディクテオン       | 504         |
| 2024.03.24 | 中山   | マーチS         | GIII  | ダ1800m（良） | 14    | 8     | 13    | 007.50（4人）   | 02着 | R1:50.8（37.8）   | -0.1 | 0木幡巧也 | 57.5      | ヴァルツァーシャル | 520         |
| 0000.05.18 | 京都   | 平安S           | GIII  | ダ1900m（良） | 16    | 1     | 2     | 008.80（5人）   | 01着 | R1:57.4（37.0）   | -0.0 | 0松山弘平 | 57        | （ハピ）           | 518         |
| 0000.08.04 | 札幌   | エルムS         | GIII  | ダ1700m（稍） | 14    | 5     | 7     | 005.10（3人）   | 05着 | R1:44.8（37.7）   | -0.8 | 0松山弘平 | 58        | ペイシャエス       | 506         |
| 0000.11.03 | 京都   | みやこS         | GIII  | ダ1800m（重） | 15    | 2     | 2     | 011.10（4人）   | 14着 | R1:53.6（41.4）   | -3.9 | 0松山弘平 | 57        | サンライズジパング | 502         |
| 0000.12.01 | 中京   | チャンピオンズC | GI    | ダ1800m（良） | 16    | 6     | 11    | 167.5（15人）   | 10着 | R1:51.4（38.1）   | -1.3 | 0松山弘平 | 58        | レモンポップ       | 514         |
| 0000.12.28 | 京都   | ベテルギウスS   | L     | ダ1800m（良） | 16    | 2     | 3     | 021.90（8人）   | 14着 | R1:52.6（39.9）   | -2.3 | 0幸英明   | 61        | サンデーファンデー | 514         |
| 2025.02.23 | 東京   | フェブラリーS   | GI    | ダ1600m（良） | 16    | 2     | 3     | 159.6（15人）   | 15着 | R1:38.3（38.9）   | -2.8 | 0田辺裕信 | 58        | コスタノヴァ       | 518         |

- 競走成績は2025年2月23日現在

## 血統表
| ミトノオーの血統                           | ミトノオーの血統                              | ミトノオーの血統                     | （血統表の出典）                     | （血統表の出典） |
| 父系                                       | サドラーズウェルズ系                          | サドラーズウェルズ系                 | サドラーズウェルズ系                 | [ § 2 ]          |
| 父 ロゴタイプ 2010 黒鹿毛                  | 父の父ローエングリン 1999 栗毛                | Singspiel                            | In the Wings                         | In the Wings     |
| 父 ロゴタイプ 2010 黒鹿毛                  | 父の父ローエングリン 1999 栗毛                | Singspiel                            | Glorious Song                        |                  |
| 父 ロゴタイプ 2010 黒鹿毛                  | 父の父ローエングリン 1999 栗毛                | *カーリング                          | Garde Royale                         | Garde Royale     |
| 父 ロゴタイプ 2010 黒鹿毛                  | 父の父ローエングリン 1999 栗毛                | *カーリング                          | Corraleja                            |                  |
| 父 ロゴタイプ 2010 黒鹿毛                  | 父の母ステレオタイプ 2002 鹿毛                | *サンデーサイレンス                  | Halo                                 | Halo             |
| 父 ロゴタイプ 2010 黒鹿毛                  | 父の母ステレオタイプ 2002 鹿毛                | *サンデーサイレンス                  | Wishing Well                         |                  |
| 父 ロゴタイプ 2010 黒鹿毛                  | 父の母ステレオタイプ 2002 鹿毛                | スターバレリーナ                     | Risen Star                           | Risen Star       |
| 父 ロゴタイプ 2010 黒鹿毛                  | 父の母ステレオタイプ 2002 鹿毛                | スターバレリーナ                     | *ベリアーニ                          |                  |
| 母 *シダクティヴリー Seductively 2003 鹿毛 | 母の父*サンダーガルチ Thunder Gulch 1992 栗毛 | Gulch                                | Mr. Prospector                       | Mr. Prospector   |
| 母 *シダクティヴリー Seductively 2003 鹿毛 | 母の父*サンダーガルチ Thunder Gulch 1992 栗毛 | Gulch                                | Jameela                              |                  |
| 母 *シダクティヴリー Seductively 2003 鹿毛 | 母の父*サンダーガルチ Thunder Gulch 1992 栗毛 | Line of Thunder                      | Storm Bird                           | Storm Bird       |
| 母 *シダクティヴリー Seductively 2003 鹿毛 | 母の父*サンダーガルチ Thunder Gulch 1992 栗毛 | Line of Thunder                      | Shoot a Line                         |                  |
| 母 *シダクティヴリー Seductively 2003 鹿毛 | 母の母Torrid Affair 1997 黒鹿毛               | Alydeed                              | Shadeed                              | Shadeed          |
| 母 *シダクティヴリー Seductively 2003 鹿毛 | 母の母Torrid Affair 1997 黒鹿毛               | Alydeed                              | Bialy                                |                  |
| 母 *シダクティヴリー Seductively 2003 鹿毛 | 母の母Torrid Affair 1997 黒鹿毛               | Lover's Talk                         | Vice Regent                          | Vice Regent      |
| 母 *シダクティヴリー Seductively 2003 鹿毛 | 母の母Torrid Affair 1997 黒鹿毛               | Lover's Talk                         | Lover's Walk                         |                  |
| 母系(F-No.)                                | (FN:11-f)                                     | (FN:11-f)                            | (FN:11-f)                            | [ § 3 ]          |
| 5代内の近親交配                            | Halo 5×4（父内） Northern Dancer 5×5          | Halo 5×4（父内） Northern Dancer 5×5 | Halo 5×4（父内） Northern Dancer 5×5 | [ § 4 ]          |
| 出典                                       | 1. 2. 3. 4.                                   | 1. 2. 3. 4.                          | 1. 2. 3. 4.                          | 1. 2. 3. 4.      |

- 主な近親にマスクゾロ（シリウスステークス）